# Vojaški ordinariat Španije
Vojaški ordinariat Španije (špansko Arzobispado Castrense de España) je rimskokatoliški vojaški ordinariat, ki je vrhovna cerkveno-verska organizacija in skrbi za pripadnike Španskih oboroženih sil.
Sedež ordinariata je v Madridu.

## Škofje
- Jaime Cardona y Tur (11. julij 1892 - 6. januar 1923)
- Ramón Pérez y Rodríguez (7. januar 1929 - 30. junij 1930)
- Luigi Alonso Muñoyerro (12. december 1950 - 23. september 1968)
- José López Ortiz (18. februar 1969 - 28. maj 1977)
- Emilio Benavent Escuín (25. maj 1977 - 27. oktober 1982)
- José Manuel Estepa Llaurens (30. julij 1983 - 30. oktober 2003)
- Francisco Pérez González (30. oktober 2003 - danes)